# Liste der Gouverneure in Indien
Ein Gouverneur in Indien ist das vom indischen Staatspräsidenten bestimmte Oberhaupt eines Bundesstaates. Während die Regierungsgewalt in den Bundesstaaten vom jeweiligen Chief Minister ausgeübt wird, ist das Gouverneursamt hauptsächlich zeremonieller Natur. Die Aufgaben der Gouverneure und Vizegouverneure entsprechen auf Bundesstaatsebene etwa denen des Staatspräsidenten auf Unionsebene. Eine reguläre Amtszeit dauert fünf Jahre. Ihr gewichtigstes politisches Instrument ist die Befugnis, dem Staatspräsidenten die Verhängung der President’s rule über den Bundesstaat vorzuschlagen. Üblicherweise wird das Amt in Abgrenzung zum Regierungschef und zur regionalen politischen Landschaft nicht mit einer Person aus dem jeweiligen Bundesstaat besetzt.
In den Unionsterritorien Andamanen und Nikobaren, Delhi, Jammu und Kashmir, Ladakh und Puducherry trägt es bei gleichen Befugnissen die Bezeichnung Vizegouverneur. In den anderen Unionsterritorien Chandigarh, Dadra und Nagar Haveli, Daman und Diu und Lakshadweep ist die Funktion mit einem Administrator des Indian Administrative Service besetzt.

## Übersicht
Alle Gouverneure der der Liste wurden durch Indiens früheren Präsidenten Ram Nath Kovind ernannt.
| Bundesstaat/ Unionsterritorium (Amtsvorgänger) | Name                             | Porträt | Amtsübernahme | Amtszeit             | Link                         | Beleg  |
| ---------------------------------------------- | -------------------------------- | ------- | ------------- | -------------------- | ---------------------------- | ------ |
| Andhra Pradesh (Liste)                         | Biswabhusan Harichandan          |         | 24. Juli 2019 | 5 Jahre und 230 Tage | rajbhavan.ap.gov.in          | [ 1 ]  |
| Arunachal Pradesh (Liste)                      | B. D. Mishra                     |         | 3. Okt. 2017  | 7 Jahre und 159 Tage | arunachalgovernor.nic.in     | [ 2 ]  |
| Assam (Liste)                                  | Jagdish Mukhi                    |         | 10. Okt. 2017 | 7 Jahre und 152 Tage | rajbhavanassam.gov.in        | [ 3 ]  |
| Bihar (Liste)                                  | Phagu Chauhan                    |         | 29. Juli 2019 | 5 Jahre und 225 Tage | governor.bih.nic.in          | [ 4 ]  |
| Chhattisgarh (Liste)                           | Anusuiya Uikey                   |         | 29. Juli 2019 | 5 Jahre und 225 Tage | rajbhavancg.gov.in           | [ 5 ]  |
| Goa (Liste)                                    | P. S. Sreedharan Pillai          |         | 15. Juli 2021 | 3 Jahre und 239 Tage | rajbhavan.goa.gov.in         |        |
| Gujarat (Liste)                                | Acharya Devvrat                  |         | 22. Juli 2019 | 5 Jahre und 232 Tage | rajbhavan.gujarat.gov.in     | [ 6 ]  |
| Haryana (Liste)                                | Bandaru Dattatreya               |         | 15. Juli 2021 | 3 Jahre und 239 Tage | haryanarajbhavan.gov.in      |        |
| Himachal Pradesh (Liste)                       | Rajendra Arlekar                 |         | 13. Juli 2021 | 3 Jahre und 241 Tage | himachalrajbhavan.nic.in     | [ 7 ]  |
| Jharkhand (Liste)                              | Ramesh Bais                      |         | 14. Juli 2021 | 3 Jahre und 240 Tage | rajbhavanjharkhand.nic.in    |        |
| Karnataka (Liste)                              | Thawar Chand Gehlot              |         | 11. Juli 2021 | 3 Jahre und 243 Tage | rajbhavan.karnataka.gov.in   | [ 8 ]  |
| Kerala (Liste)                                 | Arif Mohammad Khan               |         | 6. Sep. 2019  | 5 Jahre und 186 Tage | rajbhavan.kerala.gov.in      | [ 9 ]  |
| Madhya Pradesh (Liste)                         | Mangubhai C. Patel               |         | 8. Juli 2021  | 3 Jahre und 246 Tage | governor.mp.gov.in           | [ 10 ] |
| Maharashtra (Liste)                            | Bhagat Singh Koshyari            |         | 5. Sep. 2019  | 5 Jahre und 187 Tage | rajbhavan-maharashtra.gov.in | [ 11 ] |
| Manipur (Liste)                                | La. Ganesan                      |         | 27. Aug. 2021 | 3 Jahre und 196 Tage | rajbhavanmanipur.nic.in      |        |
| Meghalaya (Liste)                              | B. D. Mishra                     |         | 4. Okt. 2022  | 2 Jahre und 158 Tage | meggovernor.gov.in           |        |
| Mizoram (Liste)                                | Kambhampati Hari Babu            |         | 19. Juli 2021 | 3 Jahre und 235 Tage | rajbhavan.mizoram.gov.in     | [ 12 ] |
| Nagaland (Liste)                               | Jagdish Mukhi (Zusätzliches Amt) |         | 17. Sep. 2021 | 3 Jahre und 175 Tage | rajbhavan.nagaland.gov.in    |        |
| Odisha (Liste)                                 | Ganeshi Lal                      |         | 29. Mai 2018  | 6 Jahre und 286 Tage | rajbhavanodisha.gov.in       | [ 13 ] |
| Punjab (Liste)                                 | Banwarilal Purohit               |         | 31. Aug. 2021 | 3 Jahre und 192 Tage | punjabrajbhavan.gov.in       |        |
| Rajasthan (Liste)                              | Kalraj Mishra                    |         | 9. Sep. 2019  | 5 Jahre und 183 Tage | rajbhawan.rajasthan.gov.in   | [ 14 ] |
| Sikkim (Liste)                                 | Ganga Prasad                     |         | 26. Aug. 2018 | 6 Jahre und 197 Tage | rajbhavansikkim.gov.in       | [ 15 ] |
| Tamil Nadu (Liste)                             | R. N. Ravi                       |         | 18. Sep. 2021 | 3 Jahre und 174 Tage | tnrajbhavan.gov.in           |        |
| Telangana (Liste)                              | Tamilisai Soundararajan          |         | 8. Sep. 2019  | 5 Jahre und 184 Tage | governor.telangana.gov.in    | [ 16 ] |
| Tripura (Liste)                                | Satyadev Narayan Arya            |         | 14. Juli 2021 | 3 Jahre und 240 Tage | rajbhavan.tripura.gov.in     |        |
| Uttar Pradesh (Liste)                          | Anandiben Patel                  |         | 29. Juli 2019 | 5 Jahre und 225 Tage | upgovernor.gov.in            | [ 17 ] |
| Uttarakhand (Liste)                            | Gurmit Singh                     |         | 15. Sep. 2021 | 3 Jahre und 177 Tage | governoruk.gov.in            | [ 18 ] |
| Westbengalen (Liste)                           | La. Ganesan (Zusätzliches Amt)   |         | 18. Juli 2022 | 2 Jahre und 236 Tage | rajbhavankolkata.gov.in      | [ 19 ] |